# Тоукървил
Тоукървил (на английски: Toquerville) е град в окръг Уошингтън, щата Юта, САЩ. Тоукървил е с население от 910 жители (2000) и обща площ от 36,7 km². Намира се на 1033 m надморска височина. ЗИП кодът му е 84774, а телефонният му код е 435.